# Hut Records
Hut Recordings est un label discographique et sous-label britannique, anciennement basé de Virgin Records créé en 1990 et fermé en 2004.

## Histoire
Le label était géré par l'ancien assistant de Virgin et directeur du label Rough Trade Dave Boyd, et il est créé à l'origine comme moyen d'obtenir une distribution indépendante pour Moose et Revolver. Boyd persuade la direction de Virgin de donner au label un contrôle créatif total. Hut se développe en accordant une licence aux Smashing Pumpkins de Caroline Records, Boyd ayant convaincu Caroline que Hut pourrait faire un meilleur travail de promotion de leur album Gish que la branche britannique de Caroline. Le groupe suivant à être signé est Verve, dont She's a Superstar atteint la première place du classement indie. L'approche de Boyd était de signer « des groupes de qualité et des artistes avec de l'attitude » comme These Animal Men, Smash et The Auteurs.
Il publie notamment un coffret du groupe Placebo regroupant huit CD : Placebo, Without You I'm Nothing, Black Market Music, Sleeping with  Ghosts and Meds, un face-B, un enregistrement d'un concert à La Cigale, et deux DVD d'enregistrement de concerts
Hut Records est abandonné par Virgin Records à la mi-2004 en raison d'une refonte du groupe, 20 % des artistes de Hut ont été abandonnés tandis que les autres ont été transférés vers d'autres labels au sein du groupe EMI.